# 石関友梨
石関 友梨（いしぜき ゆり、1985年4月9日 - ）は、群馬県出身のフードファイター。大食い系YouTuber。血液型はB型。

## 略歴
テレビ東京のテレビ番組「元祖!大食い王決定戦」で、2014年春季に東京予選を1位で通過して本選へ出場すると2014年秋季と2015年春季も本選へ出場し、以後は「ゆりもり」のニックネームで大食い四天王のニューヒロインとして活動する。YouTuberのGUNMA-17と結婚していることを、2021年2月に公表した。その後第一子を出産。

## 人物
- 日常は群馬県でヘアメイクアーティストを務め、オリジナルブランド「MORICO」の商品をデザインする。
- ラーメン大食いが得意なラーメン女子[4]。
- 2015年7月3日に初代「パスタ大使」を群馬県高崎市から公認[5]され、翌年も[2]担当する。
- 2015年7月5日に生青汁宣伝部長[6]。を委嘱される。

## 出演

### 映画
- 銀魂（2017年7月14日、ワーナー・ブラザース映画）

### Web配信番組
- オールナイトニッポンw（2016年、YouTube） - 週レギュラー